# Attendo
Attendo, före detta Attendo Care, är ett  privat börsnoterat svenskt sjukvårdsföretag verksamt inom vård och omsorg för äldre och funktionshindrade. Företaget bedriver även verksamhet i Finland och Danmark, och moderbolaget Attendo AB har som mål att expandera till andra europeiska länder. Attendo Skandinavien leds av VD Malin Fredgardh Huber. Moderbolaget Attendos verkställande direktör och koncernchef är Martin Tivéus.

## Historia, ägande och expansion
Dagens Attendo har sitt ursprung i Svensk Hemservice (grundat 1987). Företaget fick Sveriges första entreprenadkontrakt 1988 och en snabb expansion följde under början av 1990-talet. Bolaget fusionerades 1992 med Partena. 1995 såldes bevakningsverksamheten av och företaget blev åter ett vårdföretag under namnet Partena Care. Den snabba expansionen ledde till minskad vårdkvalitet och att bolaget fick svårt att få nya kontrakt. Efter en försäljning till Melker Schörling och Gustaf Douglas bytte företaget namn till Attendo Care. 2005 sålde huvudägarna SäkI och Melker Schörling företaget till Bridgepoint Capital, som sedan sålde vidare till riskkapitalbolaget Industri Kapital (i dag IK Investment Partners). Attendo börsnoterades 2015 och bytte dessförinnan namn till Attendo AB.
Attendo har vuxit organiskt genom nya kontrakt i allt fler kommuner samt genom förvärv av andra företag i branschen, bland annat Capio Omsorg (2004) och Riksbyggen Serviceboende AB (2005). Under 2006 och 2007 förvärvades Barn & Ungdomsgruppen och Attendo har nu verksamhet inom individ och familjeomsorg vilket bland annat innefattar jour och familjehem, transitboende för flyktingbarn och familjerådgivning. Under 2007 förvärvades Resurs Rehabilitering, ett företag specialiserat på beroendevård. År 2011 blev Attendo nominerat till kvalitetspriset Götapriset, för sitt arbete inom vården.
Företaget var 2019 Nordens största företag inom privat driven vård och omsorg och finns etablerat på över 200 orter och har omkring 24 000 anställda (2018). Under 2018 var rörelseresultatet 321 miljoner kronor och omsättningen 11,0 miljarder kronor.

## Medieuppmärksamhet av missförhållanden
Attendo har uppmärksammats för påstådda missförhållanden i vårdgivningen och upplevda konflikter med personal och sin bolagskonstruktion med ägande ifrån skatteparadiset Jersey.
Företaget ville 2008 inte medverka i TV4:s program Kalla Fakta.
Attendo blev även uppmärksammade i samband med att vårdbiträdet Stine Christophersen våren 2020 avslöjade brister i vården av covidsjuka på sin arbetsplats Sabbatsbergsbyn i Stockholm, som Attendo drev på uppdrag av Stockholms kommun.  Efter att P1-dokumentären Det illojala vårdbiträdet sänts, dömdes en chef och en hr-specialist på Attendoh i både tingsrätten och hovrätten till böter för brott mot lagen om meddelarfrihet, som ger vårdpersonal rätt att uttala sig i media utan att riskera repressalier. Attendos VD Martin Tivéus bad offentligt Stine Christophersen om ursäkt. 
De båda dömda överklagade till Högsta Domstolen, som den 19 november 2024 meddelade att domen står fast.